# Clàssica Camp de Morvedre
De Clàssica Camp de Morvedre (Spaans: Clásica Campo de Murviedro) is een Spaanse wielerwedstrijd die wordt verreden in de comarca Camp de Morvedre, in de provincie Valencia, in de autonome gemeenschap Valencia, in Spanje.
De eerste editie van de wedstrijd was in 1982, onder de naam Vuelta Camp de Morvedre en deze werd ononderbroken gehouden tot 1989. Daarna verdween het evenement en keerde pas weer terug op de wielerkalender in 2025, als onderdeel van de UCI Europe Tour met een classificatie van 1.2.

## Lijst van winnaars

### Overwinningen per land
| Overwinningen | Land                   |
| ------------- | ---------------------- |
| 4             | Spanje                 |
| 2             | Duitsland, Zwitserland |
| 1             | Frankrijk              |